# Vex
Vex (toponimo francese; in tedesco Vesch, desueto) è un comune svizzero di 1 813 abitanti del Canton Vallese, nel distretto di Hérens del quale è capoluogo.

## Geografia fisica
Vex si trova nella Val d'Hérens. Il comune comprende le frazioni di Les Prasses e Ypresses, oltre a Les Collons e Thyon 2000 che sono gli impianti invernali per lo sci, dai quali, sci ai piedi, è possibile raggiungere Verbier

## Storia
Dal suo territorio nel 1814 fu scorporata la località di Les Agettes, divenuta comune autonomo.

## Monumenti e luoghi d'interesse

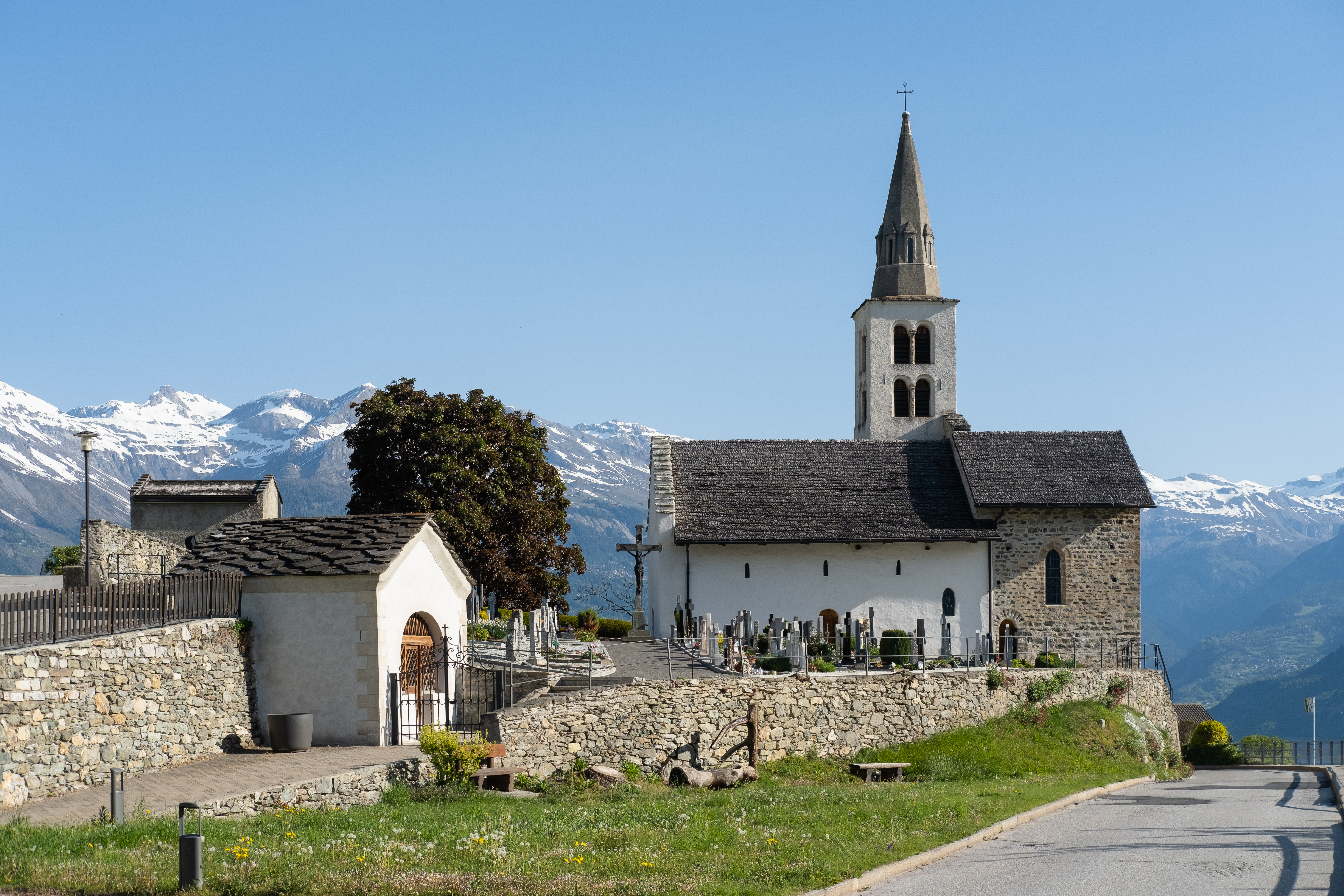
La chiesa di San Silvio

- Chiesa parrocchiale cattolica dei Santi Antonio e Biagio, eretta nel 1870, ricostruita nel 1962[1];
- Chiesa di San Silvio, romanica[1].

## Società

### Evoluzione demografica
L'evoluzione demografica è riportata nella seguente tabella:
Abitanti censiti

## Amministrazione
Ogni famiglia originaria del luogo fa parte del cosiddetto comune patriziale e ha la responsabilità della manutenzione di ogni bene ricadente all'interno dei confini del comune.

### Gemellaggi
- Oyace[4]